# Lothar Stäber
Lothar Stäber (Erfurt, 1 de abril de 1936) es un deportista de la RDA que compitió en ciclismo en la modalidad de pista, especialista en la prueba de tándem.
Participó en los Juegos Olímpicos de Roma 1960, obteniendo una medalla de plata en la prueba de tándem (haciendo pareja con Jürgen Simon).

## Medallero internacional
| Representando al Equipo Alemán Unificado |               |                  |             |
| Juegos Olímpicos                         |               |                  |             |
| Año                                      | Lugar         | Medalla          | Competición |
| 1960                                     | Roma (Italia) | Medalla de plata | Tándem      |